# Asif Szaukat
Asif Szaukat (ur. 15 stycznia 1950 w Al-Madhali, zm. 18 lipca 2012 w Damaszku) – syryjski wojskowy i polityk.

## Życiorys

### Wykształcenie i wczesna działalność
Pochodził ze średniozamożnej rodziny alawickiej. Ukończył studia prawnicze na Uniwersytecie Damasceńskim. W połowie lat 70., po przejęciu pełni władzy w Syrii przez Hafiza al-Asada, został zawodowym wojskowym. Stopniowo awansował; przed 1982 był już oficerem w Kompaniach Obrony dowodzonej przez Rifata al-Asada i wyróżnił się czasie tłumienia powstania islamistów.
Jego pozycja w krajowej polityce znacznie wzrosła po ślubie z jedyną córką Hafiza al-Asada Buszrą w 1995. Związek ten początkowo nie był akceptowany przez rodzinę al-Asadów. Aby uniemożliwić związek siostry ze starszym o dziesięć lat rozwodnikiem i ojcem pięciorga dzieci, jej brat Basil al-Asad czterokrotnie doprowadzał do jego uwięzienia. Ślub Asifa Szaukata i Buszry al-Asad był możliwy dopiero po śmierci Basila al-Asada w wypadku w 1994. Nawet po ślubie Szaukat pozostawał skonfliktowany z jednym z braci małżonki, Mahirem. Według niepotwierdzonych wiadomości w 1999 został przez niego postrzelony w brzuch i musiał wyjechać do Paryża na leczenie.
Prezydent Hafiz al-Asad zaakceptował małżeństwo córki i uczynił zięcia wicedyrektorem Wywiadu Wojskowego, co pozwoliło mu zacząć odgrywać znaczącą rolę w kreowaniu polityki zagranicznej Syrii, zwłaszcza stosunków z Libanem i Irakiem. Nawiązał bliskie relacje z Baszszarem al-Asadem, co pozwoliło mu zrobić szybką karierę po objęciu przez niego urzędu prezydenckiego w 2000. Przed wyborami prezydenckimi wygranymi przez Baszszara al-Asada wskazywany był, obok Mahira al-Asada, jako jeden z jego najbliższych współpracowników.

### Za prezydentury Baszszara al-Asada
Po zamachu terrorystycznym z 11 września 2001 był jednym z głównych łączników między prezydentem al-Asadem a agencjami wywiadowczymi krajów europejskich oraz Stanów Zjednoczonych. Pomagał organizować w Syrii operację amerykańskiego wywiadu, która została zamknięta po pogorszeniu się wzajemnych relacji obu państw. W kolejnych latach w ocenie Amerykanie określali go jako jednego z głównych twórców syryjskiej polityki dominacji względem Libanu, jak również "wieloletniej polityki podżegania terroryzmu". Według amerykańskich źródeł Szaukat był również silnie zaangażowany w nielegalny transfer broni do rządzonego przez Saddama Husajna Iraku przez terytorium syryjskie. Miał ponadto wpływ na działalność terrorystycznych organizacji Hamas oraz Islamski Dżihad, których emigracyjne kierownictwa miały swoją siedzibę w Syrii.
Według niektórych analityków w czasie prezydentury Baszszara al-Asada Szaukat odgrywał decydującą rolę przy podejmowaniu decyzji personalnych dotyczących obsady najwyższych stanowisk w wojsku i służbach bezpieczeństwa. Miał wpływ m.in. na odejście Mustafy Talasa, wieloletniego współpracownika Hafiza al-Asada, z ministerstwa obrony w 2004 oraz na pozbawienie Alego Aslana stanowiska szefa sztabu armii syryjskiej.
W 2005 stanął na czele najpotężniejszej syryjskiej agencji bezpieczeństwa - Wywiadu Wojskowego. Na stanowisku tym pozostawał przez pięć lat. W 2010 został przeniesiony na stanowisko zastępcy szefa sztabu armii syryjskiej i wiceministra obrony. Według antyasadowskiej opozycji nie był to awans, lecz kara za dopuszczenie do zamordowania w 2008 w Damaszku starszego członka Hezbollahu Imada Mughnijji. W ocenie analityków ocena ta nie była trafna i w rzeczywistości Szaukat był przygotowywany do objęcia w przyszłości stanowiska szefa sztabu lub ministra obrony.
Raport ONZ wymieniał Szaukata jako jednego z możliwych organizatorów udanego zamachu na byłego premiera Libanu Rafika al-Haririego.

### W czasie wojny domowej w Syrii
W 2011 Stany Zjednoczone i Unia Europejska nałożyły na gen. Szaukata sankcje, uznając go za głównego organizatora tłumienia przez wojsko powstania przeciwko Baszszarowi al-Asadowi. Analogicznie rolę Szaukata w Syrii oceniało Syryjskie Obserwatorium Praw Człowieka. W styczniu 2012 Szaukat prawdopodobnie brał udział w wynegocjowaniu miesięcznego rozejmu między siłami rządowymi a Wolną Armią Syrii, który trwał niecały miesiąc i obejmował miasto Zabadani.
W połowie maja 2012 syryjska opozycja ogłosiła dokonanie udanego zamachu na gen. Szaukata, który miał umrzeć wskutek otrucia. Ogłoszono również dokonanie zabójstwa ministra obrony Dawuda Radżihy, gen. Hasana Turkumaniego, ministra spraw wewnętrznych Muhammada Ibrahima asz-Szara oraz szefa Narodowego Biura Bezpieczeństwa przy Regionalnym Kierownictwie partii Baas Hiszama Ichtijara. Gen. Szaukat nie zdementował pogłosek o swojej śmierci. W rzeczywistości zginął dopiero 18 lipca tego samego roku w zamachu bombowym w Damaszku razem z gen. Turkumanim, Hiszamem Ichtijarem i Dawudem Radżihą.
Z Buszrą al-Asad miał czworo dzieci.